# Philemon cockerelli
Philemon cockerelli é uma espécie de ave da família Meliphagidae.
É endémica da Papua-Nova Guiné.
Os seus habitats naturais são: florestas subtropicais ou tropicais húmidas de baixa altitude e regiões subtropicais ou tropicais húmidas de alta altitude.